# NGC 3303
NGC 3303 este o galaxie LINER situată în constelația Leul. A fost descoperită în 21 martie 1784 de către William Herschel. Se află la o distanță de 96,2 de megaparseci de Pământ.